# Сан Феличе (Верона)
Сан Феличе је насеље у Италији у округу Верона, региону Венето.
Према процени из 2011. у насељу је живело 829 становника. Насеље се налази на надморској висини од 67 м.